# Cydosia submutata
Cydosia submutata là một loài bướm đêm trong họ Erebidae.